# Лю Ся (поетеса)
Лю Ся (кит.: 刘霞; нар. 1 квітня 1961) — китайська поетеса та художниця, фотографка та правозахисниця.

## Біографія
Народилася 1 квітня 1961 року у Пекіні. Працювала дрібною держслужбовицею.
З початку 1980-х років Лю Ся почала писати поезію. У 1982 році познайомилася з дисидентом Лю Сяобо. На початку 1990-х вона розлучилася з попереднім чоловіком, у 1996 році побралася з Лю Сяобо, який відбував трирічний термін у таборі трудового перевиховання. Чоловік звільнився в 1999 році, у 2008 був заарештований за участь в розробці «Хартії 08».
У 2010 році Лю Сяобо присудили Нобелівську премію миру. Оскільки чоловік сидів у в'язниці, отримати нагороди запросили Лю Ся. Проте китайська влада не відпустила її: Лю Ся посадили під домашній арешт, заборонили користуватися телефоном та інтернетом. Виходити з дому могла лише у супроводі агента нацбезпеки, щоб купити продукти або відвідати батьків чи чоловіка. З часом у неї з'явилися проблеми зі здоров'ям. У січні 2014 року її госпіталізували із серцевим захворюванням.
13 липня 2017 року від раку печінки помер чоловік. В кінці листопада 2017 року правозахисник Ху Цзя повідомив, що Лю Ся перенесла операцію з видалення фіброміоми матки. Міжнародні правозахисники, німецькі та американські дипломати неодноразово зверталися до уряду КНР, щоб відпустити Лю Ся на лікування до Німеччини. Врешті їй дозволено покинути країну, і 10 липня 2018 року Лю Ся прилетіла в Берлін.